# Tyler Labine
Tyler Sean Labine (Brampton (Ontario), 26 april 1978) is een Canadees acteur.
Hij is de broer van Kyle Labine.

## Filmografie

### Films
- Escape Room (2019) als Mike Nolan
- Monsters University (2013) als Brock Pearson (stem)
- Rise of the Planet of the Apes (2011) als Robert Franklin
- Tucker & Dale vs Evil (2010) als Dale
- Control Alt Delete (2008) als Lewis Henderson
- Zack and Miri Make a Porno (2008) als dronken klant
- Flyboys (2006) als Briggs Lowry
- My Boss's Daughter (2003) als Spike
- Canadian Zombie (2002) als Trent
- Evil Alien Conquerors (2002) als Croker
- Lone Hero (2002) als Tim
- AntiTrust (2001) als Redmond
- Get Carter (2000) als Bud #1
- Here's to Life! (2000)
- Marine Life (2000) als Ray
- Trixie (2000) als Gang Member #2
- Mr. Rice's Secret (2000) als Percy
- Tail Lights Fade (1999) als Grower Brian
- H-E Double Hockey Sticks (1999) als Mark

### televisiefilms
- Take Me Home: The John Denver Story (2000)
- By Dawn’s Early Light (2000) als Ox
- 2ge+her (2000) als Noel Andrew Davies
- In a Class of His Own (1999) als Charles 'Charlie' Zaken
- Sabrina, the Teenage Witch (1996) als Mark
- Robin of Locksley (1996) als Little John
- Generation X (1996) als Mall Rat

### Televisieseries
- New Amsterdam (2018 - 2023) als Dr. Iggy Frome
- It's Always Sunny in Philadelphia - één episode, The Gang Gets New Wheels als Shawn Dumont
- Sons of Tuscon (2009) als Ron Snuffkin
- Reaper (2007) als Bert "Sock" Wysocki
- Traveler (2007) als Eddie Hahn
- Boston Legal (2006) als A.D.A. Jonathan Winant
- Invasion (2005) als Dave Groves
- Kevin Hill (2004) als Lukas Shapiro
- That Was Then (2002) als Donnie Pinkus
- Dark Angel ook bekend als "James Cameron's Dark Angel" (2 episodes, 2000-2001) als Cyril
- Action Man (2000) (stem) als Brandon Caine
- Dead Last (2000) als Scotty Sallback
- Breaker High (1997) als Jimmy Farrell
- The X-Files - Twee episodes, War of the Coprophages als "Stoner" en Quagmire als "Stoner" (niet hetzelfde personage)
- Jake 2.0 als Seymour